# Hydrotaea bicolor
Hydrotaea bicolor este o specie de muște din genul Hydrotaea, familia Muscidae. A fost descrisă pentru prima dată de Carl Ludwig Doleschall în anul 1858. Conform Catalogue of Life specia Hydrotaea bicolor nu are subspecii cunoscute.